# Минская улица (Иваново)
Ми́нская у́лица — улица города Иванова. Располагается в Октябрьском районе, в местечке Воронниково. Начинается от железной дороги Иваново — Москва и идёт до окраины города.

## История
Была образована в 1940 году. Была названа в честь города Минска. В 1978 году была продлена за счёт присоединения к ней 1-й Парковской улицы.

## Архитектура
Улица относится к «спальным» районам города. Застройка смешанная, большей частью двухэтажные дома.

## Транспорт
В 2007 году Ивановская городская дума приняла решение о строительстве модернизированной автодороги по улицам Минской и Боевиков. С этой целью на прилегающих территориях были зарезервированы земельные участки сроком на 7 лет.
Маршрутное такси: 3К.

## Здания и сооружения
- Дом № 3 — кирпичный завод «Ивасиликат»[3].
- Дом № 9 — библиотечно-спортивный корпус ИвГУ[4].
- Дом № 120 — Автотранспортный комбинат.

## Трагедия
6 ноября 2016 года произошло обрушение дома 63Б, расположенного на Минской улице. Оно произошло из-за взрыва бытового газа. Из-за трагедии погибло шесть человек, включая одного ребёнка. 8 ноября в Ивановской области был объявлен днём траура